# Eleazar, summe sacerdot d'Israel
Eleazar o Eleàzar (en hebreu אֶלְעָזָר בן-אַהֲרֹן Elāzār ben Ahărōn; en grec, Ἐλεάζαρ Eleàzar; en llatí, Elĕāzăr, ăris), és un personatge que apareix en l'Antic Testament, essent el tercer fill d'Aaron i Elixeba, filla d'Amminadab. Va succeir el seu pare com a summe sacerdot d'Israel, ja que els seus dos germans més grans Nadab i Abihú van morir prematurament a conseqüència de desobeir la voluntat divina.
Eleazar és commemorat com a sant a l'Església Ortodoxa el 2 de setembre, i és un dels Sants Patriarques del calendari de l'Església Apostòlica Armènia, que el celebra el 30 de juliol.
Segons es desprèn del llibre de l'Èxode, Eleazar va néixer durant els quaranta anys de vida nòmada pel desert del poble israelita. Eleazar va ser investit summe sacerdot per Moisès just abans de la mort del seu pare Aaron.
Quan els hebreus havien començat l'ocupació de Canaan, resultà que al poble de Xitim, els israelites es van prostituir amb dones moabites. Moisès ordenà matar tots els homes impurs però ningú volia donar el primer pas, ja que estaven espantats. Eleazar va agafar una llança, va entrar a casa d'un principal de la tribu de Simeó i va matar-lo a ell i a la seva amant.
Després de l'ocupació de Canaan, va ajudar Josuè a administrar les terres d'Israel actuant sempre com a summe sacerdot. Quan va morir, ja ancià, va ser enterrat pels seus fills a Guibat-Pinhàs i el seu primogènit Pinhàs va ser nomenat successor.
Els descendents primogènits d'Eleazar fins a la deportació a Babilònia són:
Eleazar va ser el pare de Pinhàs, pare d'Abixua, pare de Buquí, pare d'Uzí, pare de Zerahià, pare de Meraiot, pare d'Amarià, pare d'Ahitub, pare de Sadoc, pare d'Ahimaas, pare d'Azarià, pare de Johanan, pare d'Azarià, que va exercir el sacerdoci en el primer Temple de Salomó que es va construir a Jerusalem. Azarià era el pare d'Amarià, pare d'Ahitub, pare de Sadoc, pare de Xal·lum, pare d'Hilquià, pare d'Azarià, pare de Seraià, pare de Jossadac, que va anar a l'exili de Babilònia sota les ordres de Nabucodonosor II.